# Chorisepalum sipapoanum
Chorisepalum sipapoanum är en gentianaväxtart som först beskrevs av Bassett Maguire, och fick sitt nu gällande namn av L. Struwe och V. A. Albert. Chorisepalum sipapoanum ingår i släktet Chorisepalum och familjen gentianaväxter. Inga underarter finns listade i Catalogue of Life.